# Welcome to the Freakshow
Welcome to the Freakshow es el cuarto álbum de la banda de rock alternativo Hinder. Publicado el 4 de diciembre de 2012 por Republic Records, es el sucesor del All American Nightmare, lanzado en 2010. Es el último álbum de estudio que cuentan con el vocalista fundador Austin Winkler.

## Lista de canciones
| N.º | Título                     | Escritor(es)                                                              | Duración |  |
| 1.  | «Save Me»                  | Cody Hanson, Austin Winkler, Brad Warren, Brett Warren                    | 2:46     |  |
| 2.  | «Ladies Come First»        | Cody Hanson, Austin Winkler, Josh Kear, Chris Tompkins                    | 3:02     |  |
| 3.  | «Should Have Known Better» | Cody Hanson, Austin Winkler, Marshal Dutton, Jeff Halavacs, Jacob Hindlin | 3:28     |  |
| 4.  | «Freakshow»                | Cody Hanson, Austin Winkler, Craig Wiseman                                | 3:05     |  |
| 5.  | «Talk to Me»               | Cody Hanson, Austin Winkler, Brad Warren, Brett Warren                    | 3:10     |  |
| 6.  | «Get Me Away from You»     | Cody Hanson, Austin Winkler, Brad Warren, Brett Warren                    | 3:11     |  |
| 7.  | «Is It Just Me»            | Cody Hanson, Austin Winkler, Brad Warren, Brett Warren                    | 3:20     |  |
| 8.  | «I Don't Wanna Believe»    | Cody Hanson, Austin Winkler, Josh Kear, Richard Marx                      | 3:31     |  |
| 9.  | «See You in Hell»          | Cody Hanson, Austin Winkler, Brad Warren, Brett Warren                    | 3:17     |  |
| 10. | «Anyone But You»           | Cody Hanson, Austin Winkler, Brad Warren, Brett Warren                    | 4:11     |  |
| 11. | «Wanna Be Rich»            | Cody Hanson, Austin Winkler, Marshal Dutton                               | 3:47     |  |

Best Buy exclusive:

| N.º | Título                                    | Duración |  |
| 12. | «Get Me Away from You» (acoustic version) | 3:15     |  |
| 13. | «Ladies Come First» (alternate version)   | 3:09     |  |
| 14. | «Save Me» (acoustic version)              | 2:38     |  |
| 15. | «See You in Hell» (acoustic version)      | 2:52     |  |
| 16. | «Talk To Me» (acoustic version)           | 3:13     |  |

## Personal
- Austin Winkler - voz
- Joe Garvey  - guitarra
- Mark King - guitarra rítmica
- Mike Rodden - bajo
- Cody Hanson - batería

## Posición
| Listas (2012)                     | Posición |
| --------------------------------- | -------- |
| U.S. Billboard Alternative Albums | 8        |
| U.S. Billboard Hard Rock Albums   | 3        |
| U.S. Billboard Top Rock Albums    | 14       |